# ОШ „Милош Црњански” Београд
 ОШ „Милош Црњански” приватна је основна школа која се налази у општини Чукарица у улици Ђорђа Огњановића 2.

## Опште информације
Школска зграда изграђена 1992. године, а настава се одвија у две смене. Поред ње налази се Гимназија „Црњански”, а оне заједно чине „Образовни систем Црњански”. У школи се уче француски и енглески језик.
У оквиру ваннаставних активности школе организован је рад секција као што су : драмско-рецитаторска, новинарско-литерарна, секције младих физичара, географа, историчара, информатичара, математичара, техничара, секција страних језика, спортска, еколошка, ликовна секција и хор.